# Внутриплодник

Плод (костянка) персика в разрезе

Внутрипло́дник, или эндока́рпий (лат. endocárpium от др.-греч. ἔνδο — «внутри» и καρπός — «плод») — внутренний слой околоплодника (или перикарпия), который непосредственно окружает семена, в плодах растений. Он может быть мембранным, как в цитрусовых, где лишь часть эндокарпия потребляется семенем, или толстыми и твёрдыми, как в плодах растений семейства Розовые, таких как персики, вишни, сливы и абрикосы, или тонкий плёнчатый, как у гороха, фасоли семейства Бобовые.
В орехах это твёрдый слой, который окружает ядра орехов, таких как пекан, грецкие орехи; он нужен для ограничения потребления семени различными животными.
В цитрусовых эндокарпий разделён на секции, которые чаще всего называются сегментами. Сочная мякоть, наполняющая сегменты, как правило, называется везикулой. В сегментах содержится жидкость, которую в обиходе называют соком данного плода.